# Adam Werner von Heyden
Adam Werner von Heyden, Graf von Cartlow (* 22. November 1852 in Kartlow; † 4. Januar 1888 ebenda) war Landrat des Landkreises Demmin.

## Leben
Adam Werner von Heyden war der vierte Sohn von Woldemar von Heyden (1809–1871) auf Cartlow und dessen Frau Athalie (1814–1873), geborene Fränkel. Er wurde zunächst durch Hauslehrer unterrichtet, besuchte das Gymnasium in Anklam und studierte anschließend an der Universität Göttingen Rechtswissenschaften. Seit 1871 war er Mitglied des Corps Pomerania Greifswald. Später war er unter anderem bei der Regierung in Merseburg tätig.
Nach dem Tod des Vaters erbte er als letztgeborener Sohn das vom Vater eingerichtete Fideikommiss Cartlow. Damit verbunden war der preußische Grafentitel, den er als erster aus der Familie von Heyden trug. Entsprechend der Satzung konnte er die Führung des Besitzes, der bis dahin von einem Kuratorium verwaltet wurde, erst im Alter von 25 Jahren antreten.
1883 wurde er zum Landrat des Landkreises Demmin gewählt. Bereits zu dieser Zeit litt er an einer Magenkrankheit, der er 1888 erlag.

## Familie
Adam Werner von Heyden war seit 1875 mit Marie von Tiedemann (1853–1944), der Tochter des Geheimen Regierungsrates von Tiedemann verheiratet. Das Paar hatte zwei Töchter und zwei Söhne.